# Хименес, Элой
Элой Артуро Хименес Солано (исп. Eloy Arturo Jiménez Solano, 27 ноября 1996, Санто-Доминго) — доминиканский бейсболист, аутфилдер клуба Главной лиги бейсбола «Чикаго Уайт Сокс». Обладатель награды «Сильвер Слаггер» по итогам сезона 2020 года.

## Биография
Элой Хименес родился 27 ноября 1996 года в Санто-Доминго. В детстве он увлекался баскетболом, в который играл его отец Луис Артуро. В возрасте 12 лет именно по настоянию отца, считавшего что пробиться в НБА, не обучаясь в колледже в США, невозможно, Элой сконцентрировался на занятиях бейсболом. Летом 2013 года он считался лучшим молодым игроком среди иностранцев. Борьбу за Хименеса выиграл клуб «Чикаго Кабс», сумма соглашения с бейсболистом составила 2,8 млн долларов.
В 2014 году Хименес дебютировал в профессиональном бейсболе в фарм-клубе «Кабс» в Аризонской лиге для новичков. Свой первый сезон он завершил с показателем отбивания 22,7 %. В 2015 году его перевели в команду Северо-Западной лиги «Юджин Эмералдс», где атакующая эффективность Элоя выросла до 28,4 %. Прорывным для молодого игрока стал 2016 год, который он провёл в Лиге Среднего Запада в составе «Саут-Бенд Кабс». В играх регулярного чемпионата Хименес отбивал с эффективностью 32,9 %, отметившись 14 выбитыми хоум-ранами и 40 даблами. После вылета команды из плей-офф он был переведён уровнем выше в «Мертл-Бич Пеликанс». После завершения сезона Элой успешно выступил в Аризонской осенней лиге. В первой половине сезона 2017 года он провёл 42 игры в составе «Пеликанс», отбивая с показателем 27,1 %. Летом Хименес сыграл за сборную мира в Матче всех звёзд будущего. В июле «Кабс» обменяли его и ещё трёх молодых игроков в «Чикаго Уайт Сокс» на питчера Хосе Кинтану. После перехода Хименес провёл 29 матчей в составе «Уинстон-Сейлем Даш» и 18 матчей за «Бирмингем Бэронс».
В сезоне 2018 года Хименес суммарно сыграл в 108 матчах на уровнях AA- и AAA-лиг, отбивая с эффективностью 33,7 % и выбив 53 экстра-бейс-хита. Весной 2019 года он хорошо проявил себя на сборах, но перед стартом чемпионата был возвращён в команду AAA-лиги «Шарлотт Найтс». Главной причиной стало желание клуба сократить время, проведённое игроком в Главной лиге бейсбола, и отсрочить получение им статуса свободного агента на год. В основном составе «Уайт Сокс» Хименес дебютировал в марте 2019 года. Из-за травм голеностопа и локтя он принял участие только в 122 матчах регулярного чемпионата. Несмотря на это он стал лидером среди новичков Американской лиги по числу выбитых хоум-ранов (31) и набранных RBI (79). В голосовании, определявшем лучшего новичка сезона в Американской лиге, Хименес занял четвёртое место. В сокращённом чемпионате 2020 года он принял участие в 55 матчах, отбивая с показателем 29,6 % и выбив 14 хоум-ранов. По итогам сезона он стал обладателем награды Сильвер Слаггер, самым молодым в истории клуба.
Весной 2021 года во время предсезонного матча Хименес получил разрыв сухожилия грудной мышцы и выбыл из строя на срок до шести месяцев.